# Bondo (Grisões)
Bondo é uma antiga comuna da Suíça, no Cantão Grisões, com 211 habitantes. Estende-se por uma área de 28,21 km², de densidade populacional de 7 hab/km². Confina com as seguintes comunas: Castasegna, Novate Mezzola (IT-SO), Soglio, Stampa, Val Masino (IT-SO), Vicosoprano, Villa di Chiavenna (IT-SO).
Atualmente, é parte da comuna de Bregaglia.
A língua oficial nesta localidade é o Italiano.